# Armida Parsi-Pettinella
Armida Parsi-Pettinella (Gallese, 30 agosto 1868 – Milano, 9 gennaio 1949) è stata un mezzosoprano italiano che viene ricordata per le sue esibizioni in Italia, in particolare dal 1895 al Teatro alla Scala, dove ebbe ripetutamente successo nel ruolo di Samson et Dalila fino al 1910.

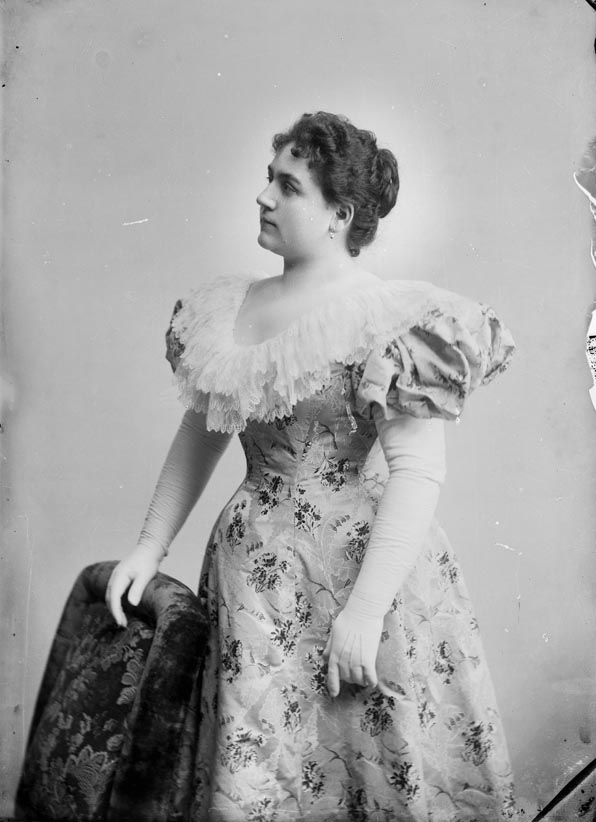
Armida Parsi-Pettinella

Si esibì anche a Parigi, Madrid, Buenos Aires e Monte-Carlo.

## Biografia
Nata a Gallese, debuttò nel 1895 nel ruolo di Willie in Guglielmo Ratcliff di Pietro Mascagni. Lo stesso anno, alla Scala, interpretò Anne Boleyn in Henry VIII di Saint-Saëns, mentre nel 1896 cantò Dalila in Samson et Dalila di Saint-Saëns, Margherita in Ratcliff e Gertrude in Amleto di Ambroise Thomas nello stesso teatro.
Cantò, nel 1896, all'Accademia di Musica di New York nel ruolo di Madelon in Andrea Chénier di Giordano. Nel 1897, cantò a Lisbona al Teatro Nacional de São Carlos dove apparve nel ruolo di Ortuda in Lohengrin e in quello di Azucena ne Il trovatore. Nel 1903, tornò in Italia dove sposò Riccardo Pettinella, direttore d'orchestra e insegnante di canto di Milano, usando successivamente il nome Parsi-Pettinella per le sue esibizioni alla Scala. Nel mese di febbraio 1903, si esibì in Loretta in Asrael di Alberto Franchetti diretta da Arturo Toscanini. L'11 marzo, cantò nel ruolo di Ulrica ne Un ballo in maschera di Verdi, ancora con la direzione di Toscanini. Dal 1904 al 1909, cantò a Buenos Aires, Montevideo e Madrid.
Armida Parsi-Pettinella morì a Milano il 9 gennaio 1949 alla Casa di Riposo per Musicisti fondata da Giuseppe Verdi per cantanti d'opera in pensione. Sono disponibili alcune sue registrazioni.